# Triflate de méthyle
Le triflate de méthyle, abréviation de trifluorométhanesulfonate de méthyle, est un composé chimique de formule CH3SO3CF3. C'est un composé inflammable et corrosif puissant utilisé en chimie pour réaliser des méthylations. C'est l'ester de méthyle de l'acide trifluorométhanesulfonique (ou acide triflique).